# Нікель (Адигея)
Нікель — житлове селище на півдні Майкопського району Адигеї.

## Географія
Розташоване на правому березі річки Біла, біля впадання в неї правого притоку річки Сюк. Знаходиться за 9 км на південний захід від станиці Даховська і за 55 км на південь від міста Майкоп.

## Історія
Названий за хімічним елементом (Ni), що входить до складу рудних жил, що залягають в навколишніх горах. У селищі розташовані біологічна та геологічна бази Південного федерального університету та база відпочинку «Біла річка», зведені на місці геологічного селища, що було тут раніше. На початку 1960-х років тут було відкрито рідкісне родовище, яке на першому етапі розвідувалося як ураново-нікель-арсенідне і було визнано нерентабельним. Після цього велася розвідка на барит, але запаси руд виявилися незначними, і родовище законсервували.
Зараз на території колишній тартак селища розташовується туристичний комплекс «Гірське село».
18 лютого 2002 року Законом Республіки Адигея селище скасовано.
28 червня 2012 року Законом Республіки Адигея було скасовано рішення про скасування селища.